# Elementaruhr

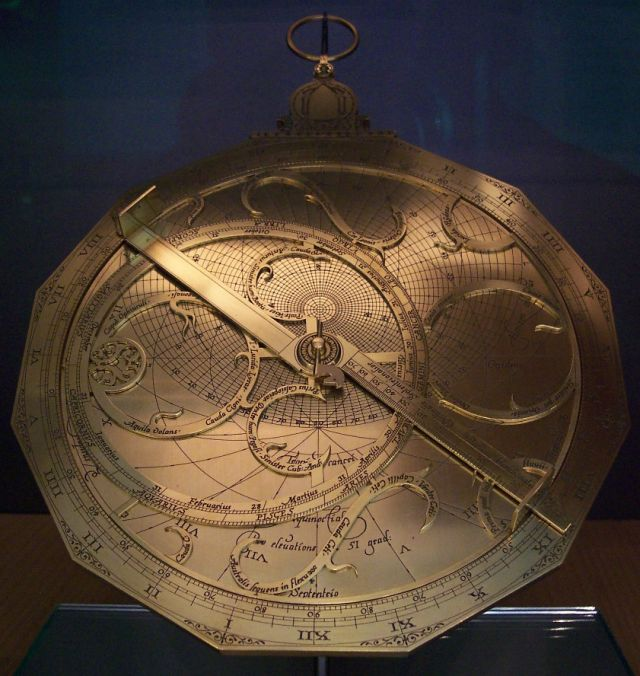
Astrolabium

Elementaruhr ist der Oberbegriff für Uhren, die unter Nutzung der Elemente oder astronomisch die Zeit messen. Hierzu gehören Sanduhren, Wasseruhren, Feueruhren sowie Sonnenuhren, Sternuhren und das Astrolabium.
Der Begriff steht in Abgrenzung zu mechanischen Räderuhren und zu vollelektronischen Digital-Quarzuhren, die keine mechanischen Teile mehr aufweisen.